# 잔대
잔대(Adenophora triphylla, Japanese lady bell)는 국화목 초롱꽃과의 여러해살이 풀이다. 사삼(沙蔘), 딱주, 제니, 잔다구 등의 이름으로 부르기도 한다. 한국, 일본, 중국 등지에 분포한다.
줄기는 곧게 서며 높이 50~100cm 정도이고 꺾으면 흰색의 액이 나온다. 잎은 긴 타원형 또는 달걀 모양인데 4-5개가 돌려나기하며 줄기와 잎에는 털이 있다. 7~10월에 줄기 끝에 담자색의 꽃이 여러 개 돌려 달린다. 꽃부리는 종 모양이고 길이 13~22mm이다. 암술대는 3개로 갈라지며 꽃부리보다 다소 길고 수술은 5개이며 꽃통으로부터 떨어지며 수술대는 밑부분이 넓고 털이 있다. 삭과는 끝에 꽃받침이 달린 채 익으면 술잔 모양이다. 열매는 10월경에 맺고 갈색으로 된 씨방에는 먼지와 같은 작은 종자들이 많이 들어 있다. 연한 잎과 뿌리는 나물로 먹으며 꽃이 아름다워 관상용으로 심는다. 한방에서는 뿌리를 말려서 강장·해열·거담제로 사용한다.

## 관리 및 번식법
- 관리법: 약용 식물로 재배를 많이 하고 있다. 물 빠짐이 좋고 유기질 함량이 높은 토양에 심는다. 물은 2~3일 간격으로 준다.
- 번식법: 10월경에 받은 종자를 바로 화분에 뿌리거나 종이에 싸서 냉장 보관 후 이듬해 봄 2~3일 물에 담근 후 뿌린다. 뿌릴 때는 물에 2~3일 담가 둔 후 뿌린다.[1]

## 약효
강장, 청열 거담, 기음 부족, 폐열로 인한 해수, 음허 해수 등에 효과가 있다. 산도라지와 같이 기관지 질환을 예방하고 증상을 개선시킨다.

## 먹는 방법
봄에 새싹을 나물로 먹고,뿌리는 이른 봄 또는 가을에 채취하여 구워먹거나 꿀절임을 해서 먹는다.
또 말린것은 차로 먹기도 한다.